# Warnsveld
Warnsveld é uma vila da Província da Guéldria, no leste dos Países Baixos, a 2 km a leste de Zutphen.
A primeira menção a Warnsveld em documentos escritos data de 1121. Warnsveld foi um município até 2005, quando foi agregado a Zutphen.